# Zofia Szalczyk
Zofia Barbara Szalczyk z domu Karoń (ur. 29 listopada 1948 w Złotym Potoku) – polska zootechnik, doktor nauk rolniczych, urzędnik państwowy oraz polityk, w latach 2012–2015 podsekretarz stanu w Ministerstwie Rolnictwa i Rozwoju Wsi.

## Życiorys
W 1971 ukończyła zootechnikę na Akademii Rolniczej w Poznaniu. W 1981 na Wydziale Rolniczym tej uczelni uzyskała stopień naukowy doktora. Pracowała przez dwa lata jako nauczycielka w Państwowym Technikum Rolniczym w Starym Tomyślu. W latach 1974–1991 była zawodowo związana z Centralnym Ośrodkiem Oświaty i Postępu w Rolnictwie w Brwinowie, dochodząc do stanowiska zastępcy dyrektora. Pracowała także jako doradca prezesa zarządu Powszechnego Banku Gospodarczego w Łodzi. Od 1991 do 2000 kierowała Ośrodkiem Doradztwa Rolniczego w Sielinku. W latach 2000–2003 wchodziła w skład zarządu regionalnej kasy chorych, następnie pracowała w Agencji Restrukturyzacji i Modernizacji Rolnictwa jako dyrektor oddziału wielkopolskiego i zastępczyni prezesa ARiMR.
Została działaczką Polskiego Stronnictwa Ludowego, kandydowała z list PSL m.in. w wyborach europejskich w 2014.
12 września 2012 objęła stanowisko wiceministra rolnictwa w randze podsekretarza stanu, zajmowała je do listopada 2015. W 2014 i 2018 wybierana na radną sejmiku wielkopolskiego V i VI kadencji. W 2015 została jego przewodniczącą w miejsce Krzysztofa Paszyka, pełniła tę funkcję do końca kadencji w 2018. W styczniu 2022 została wiceprzewodniczącą Rady Naczelnej PSL.
Odznaczona Krzyżem Kawalerskim Krzyżem Kawalerskim Orderu Odrodzenia Polski (2003).
W 1971 zawarła w Przyrowie związek małżeński z Tadeuszem.